# Gunther Stilling
Gunther Stilling (* 2. Mai 1943 in Srpski Miletić, Königreich Jugoslawien; † 13. Januar 2024 in Heilbronn) war ein deutscher Bildhauer, der in Güglingen und in Pietrasanta (Italien) lebte und arbeitete.

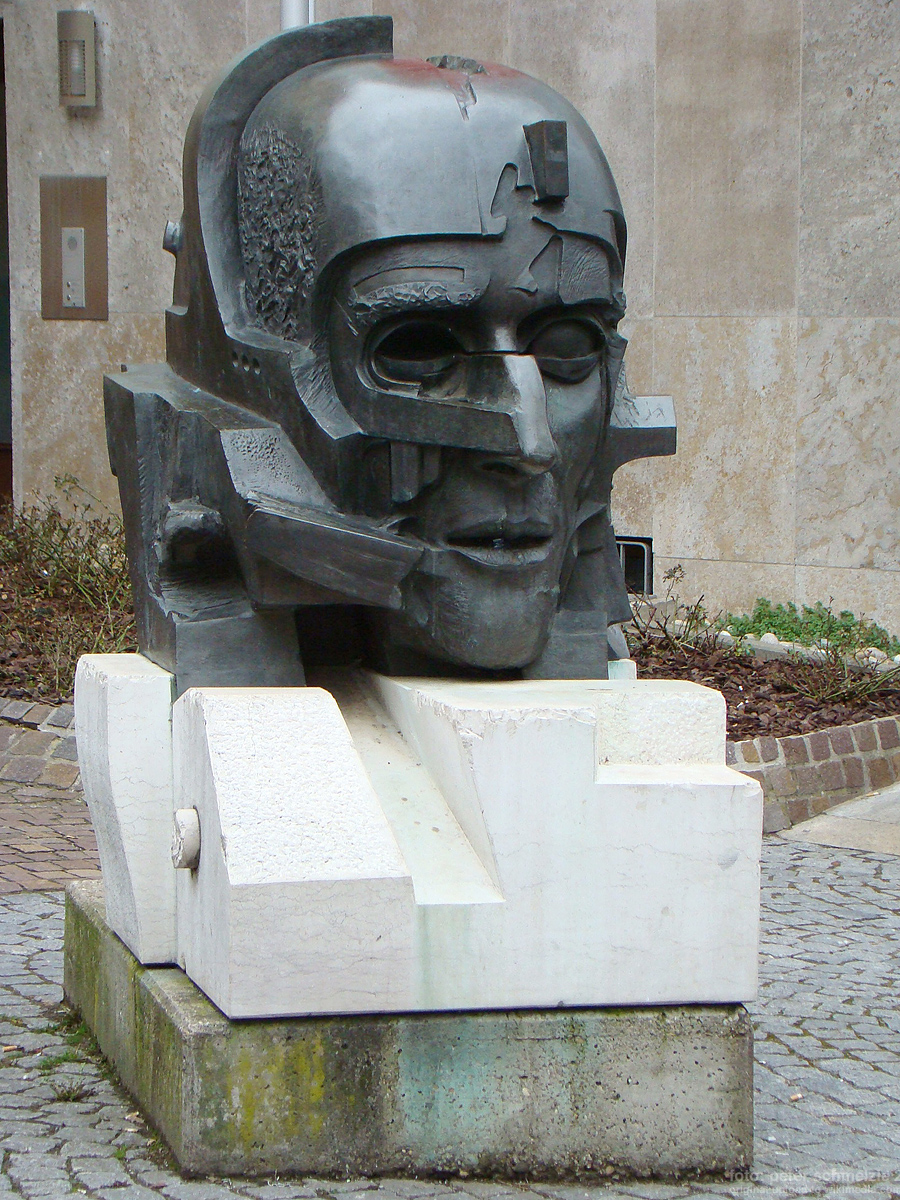
Skulptur von Gunther Stilling in Brackenheim, gestaltet 1988

## Leben
Stilling studierte von 1964 bis 1969 an der Staatlichen Akademie der Bildenden Künste Stuttgart und war anschließend als Bildhauer freiberuflich tätig. Von 1973 bis 1978 war er Assistent von Carl-Heinz Kliemann am Institut für Bildende Künste an der Hochschule Karlsruhe. Seit 1975 war er Mitglied des Künstlerbundes Baden-Württemberg. Von 1979 bis 2004 hatte er eine Professur für plastisches Gestalten an der Fachhochschule Kaiserslautern. Er lebte und arbeitete in Güglingen und seit 1980 auch in seinem zweiten Atelier in Pietrasanta (Italien). 1992 hatte er einen Lehrauftrag an der Hochschule Karlsruhe sowie an der Universität Brighton in England.

## Werk
Stilling arbeitete überwiegend mit Metall und Sandstein. Zu seinen häufig wiederkehrenden Motiven zählt der Kopf. Er schuf neben Figuren und Plastiken auch zahlreiche Brunnen. Seine Arbeiten sind im öffentlichen Raum in zahlreichen südwestdeutschen Städten zu sehen und wurden mehrfach mit Preisen ausgezeichnet. Zu seinen Werken zählen unter anderem der Wächter (1992) in Schwäbisch Hall, der Brunnen auf dem Kelterplatz und ein Wandbrunnen in Pfaffenhofen, die Skulptur Orpheus beim Stadttheater in Heilbronn, Kunst am Bau beim Stadttheater, bei der Geschwister-Scholl-Schule und der Universität in Kaiserslautern, mehrere Skulpturen in Bietigheim-Bissingen, die Güglinger Sphinx in Güglingen, die Plastiken der Rathausgalerie in Aalen, die Götz-Figur auf dem Brunnen beim Rathaus in Jagsthausen, La Mano (2007) in Neckarsulm, der als Kreiselkunst konzipierte Uomo universale (2008) in Leingarten, die Büste von Otto Rettenmaier im Haus der Stadtgeschichte (Heilbronn) sowie die 2012 aufgestellte, 85 Meter lange Skulptur aus rostfreien Stahlrohren am Parkhaus des Landratsamts in Heilbronn.

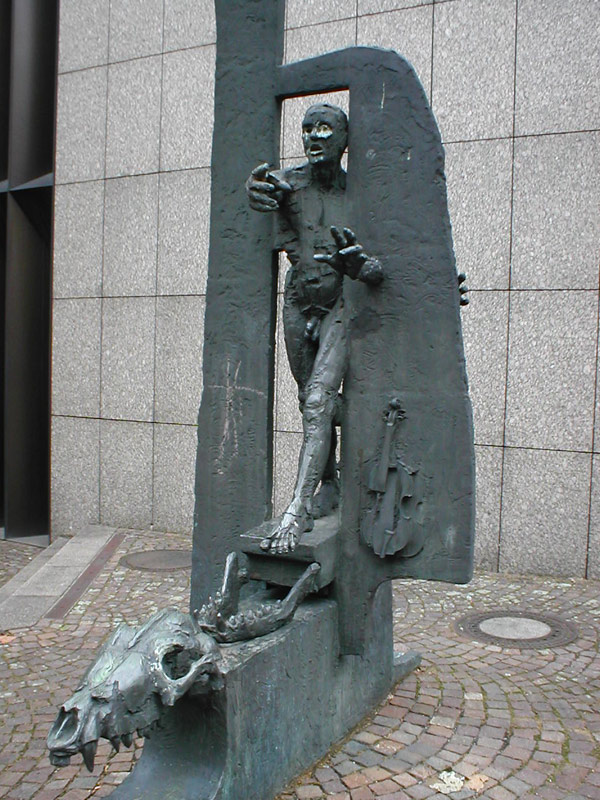
Orpheus Heilbronn
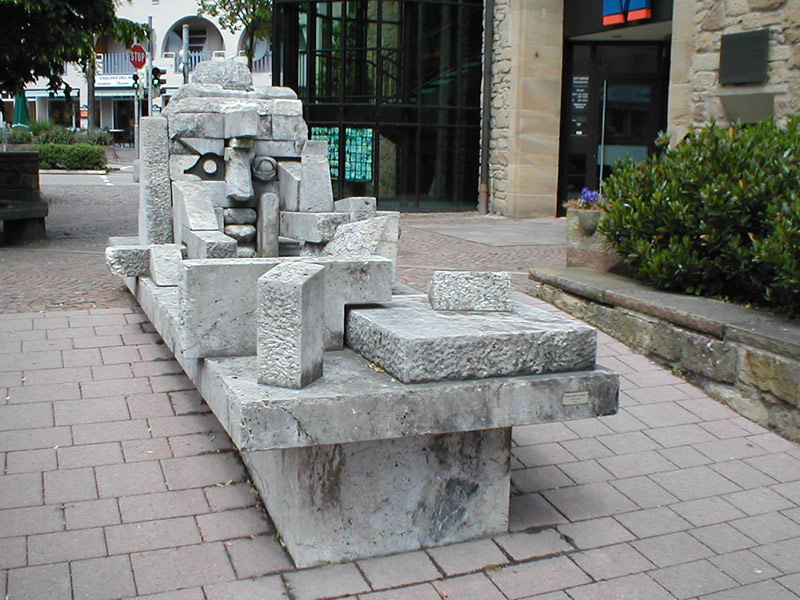
Güglinger Sphinx Güglingen
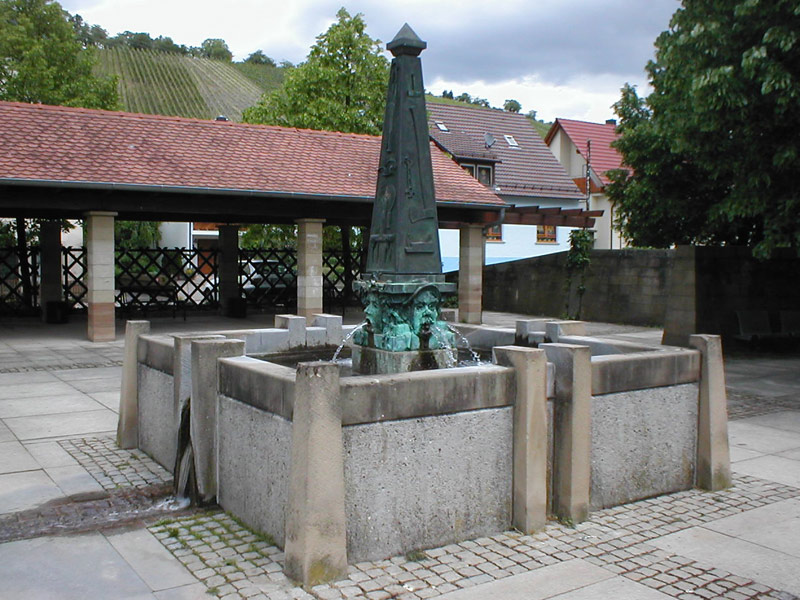
Brunnen in Pfaffenhofen
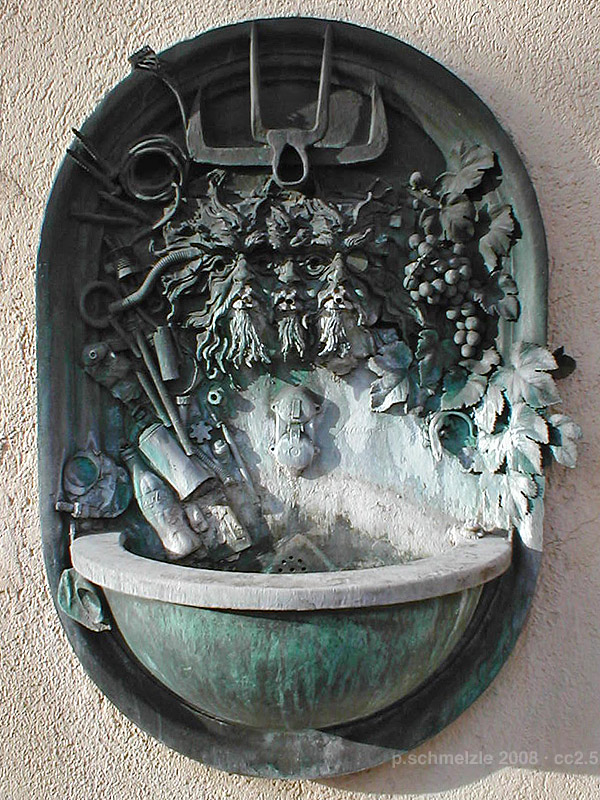
Wandbrunnen in Pfaffenhofen
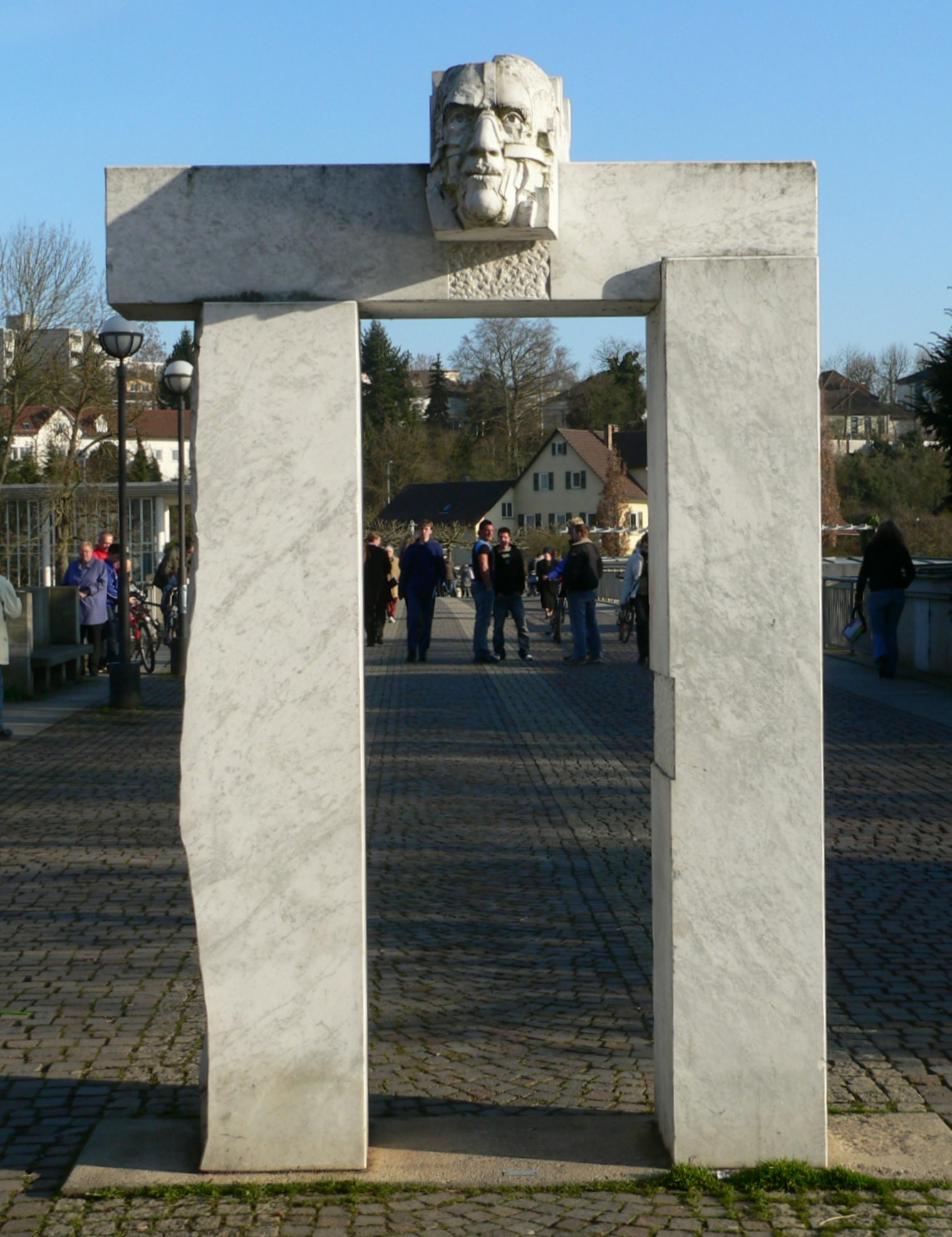
Janus Bietigheim-Bissingen
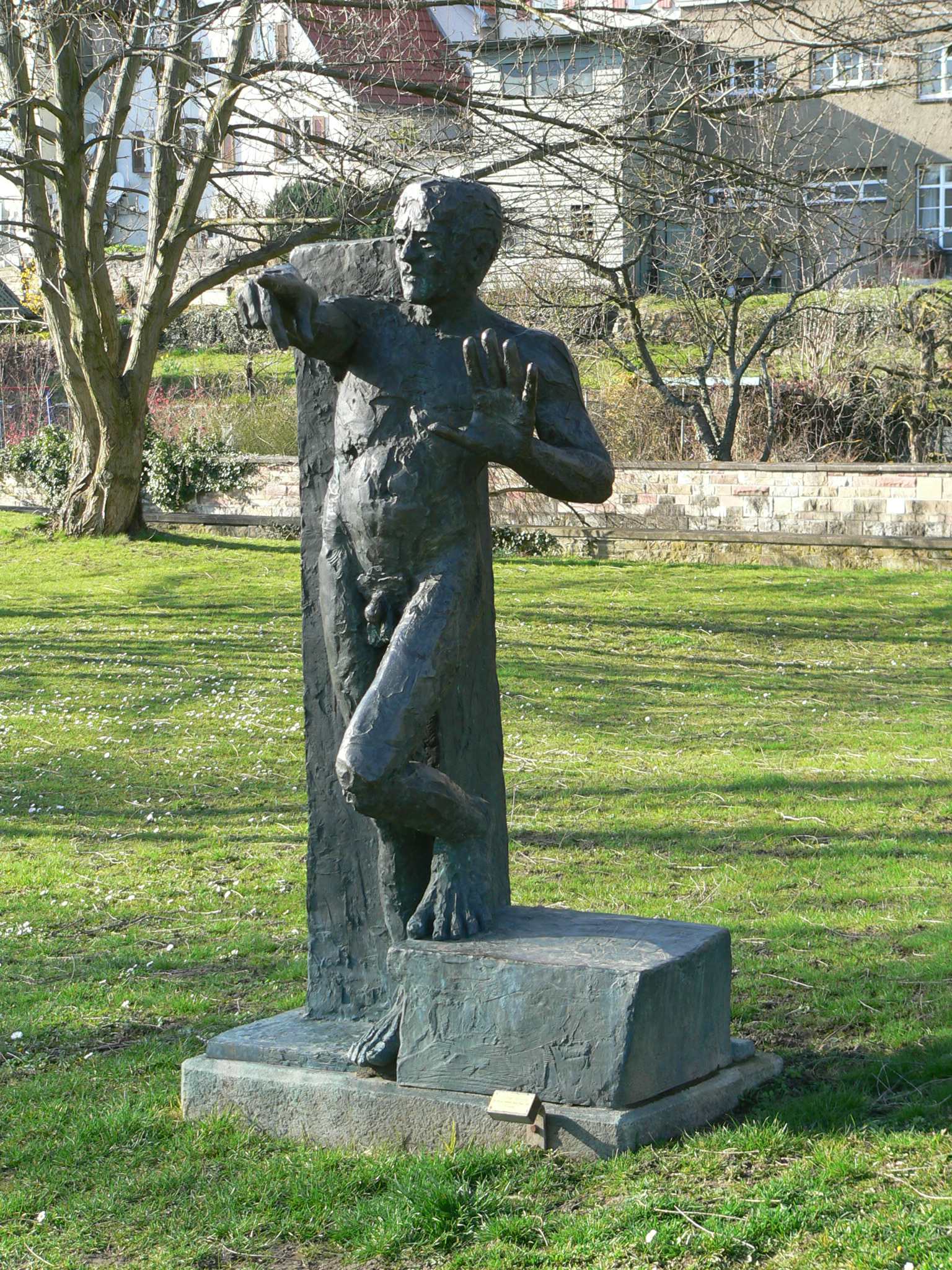
Bürger schützt seine Stadt Bietigheim-Bissingen
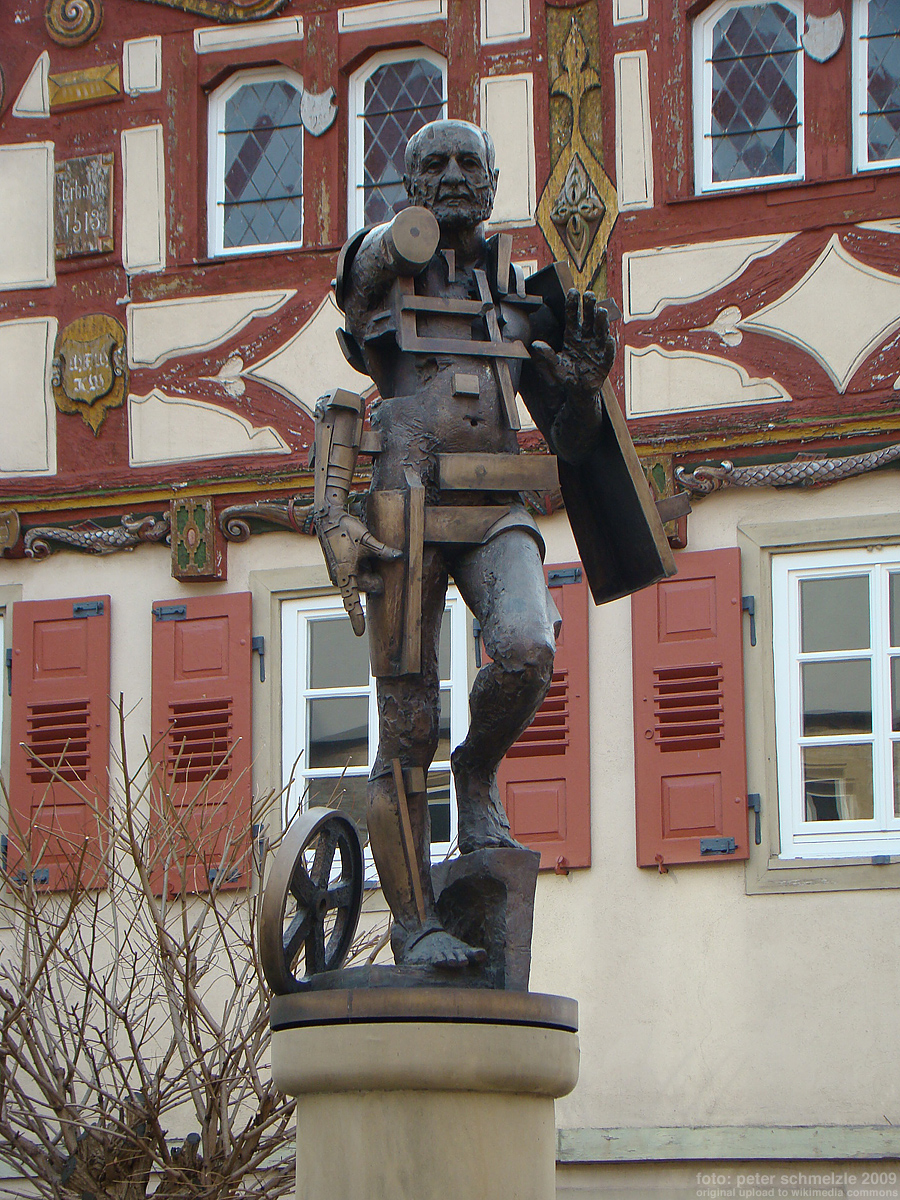
Götz-Brunnenfigur in Jagsthausen
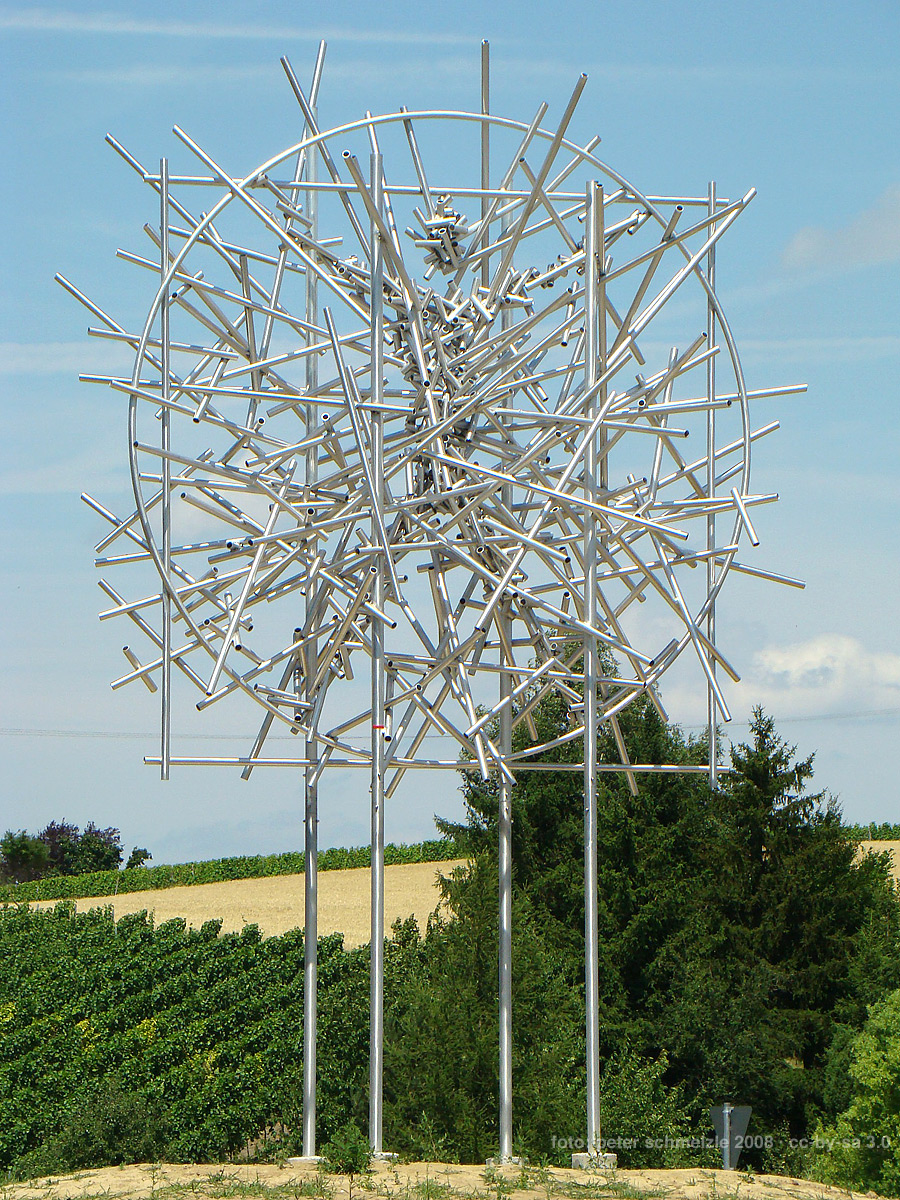
Uomo universale Leingarten
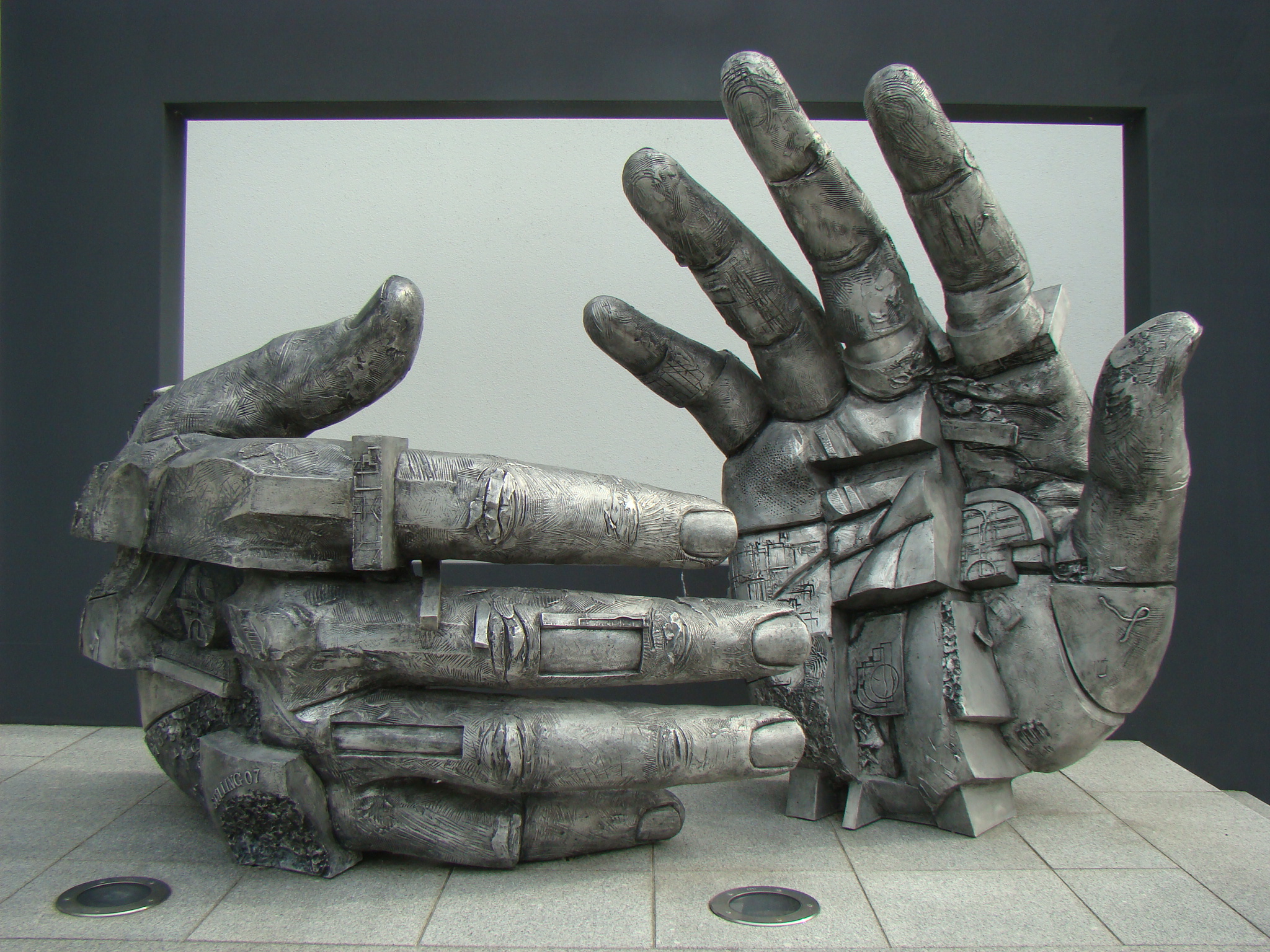
Skulptur vor der Marbach-Firmenzentrale in Heilbronn-Böckingen
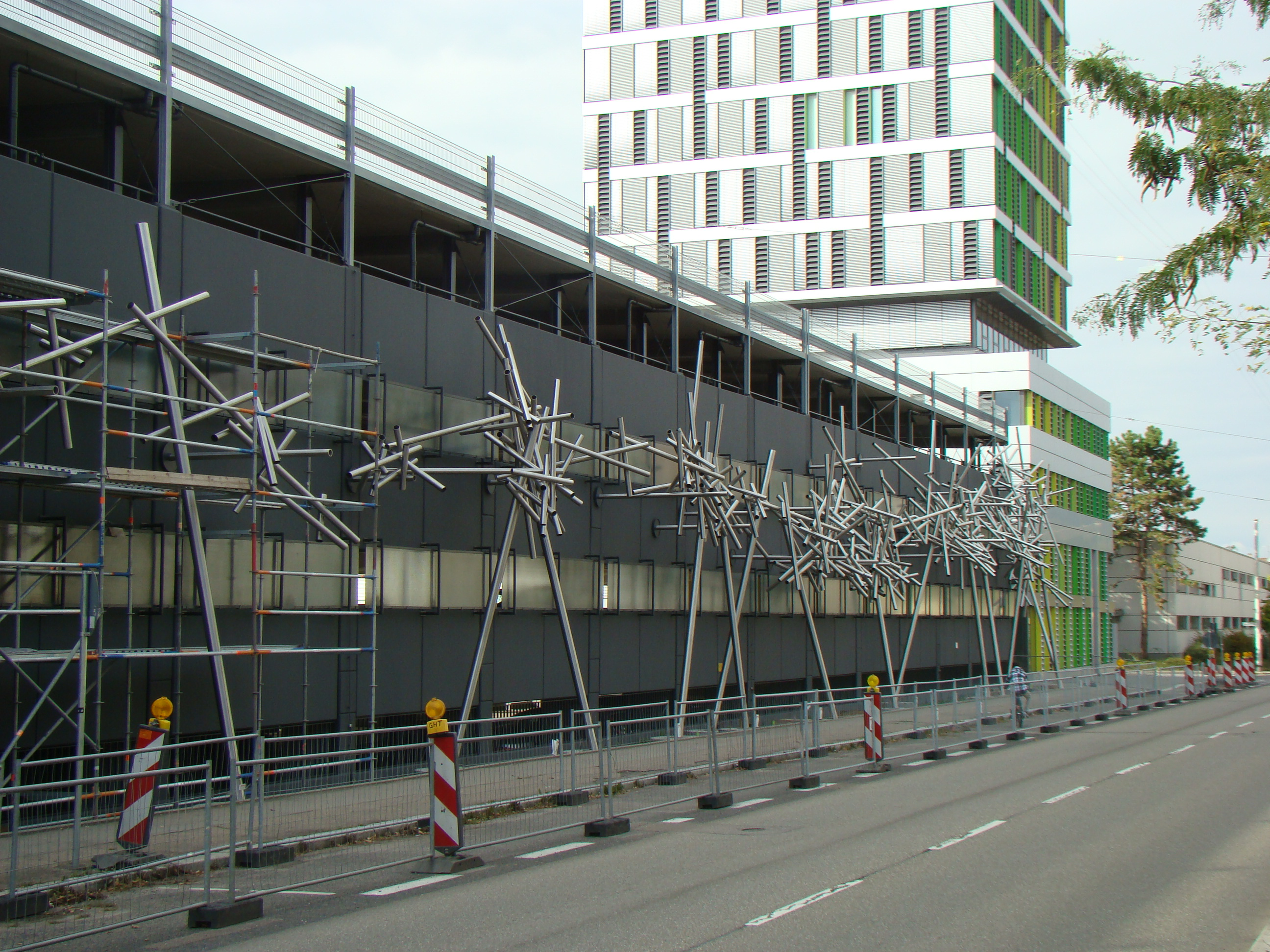
Aufbau der Skulptur am Parkhaus des Landratsamts in Heilbronn (2012)

## Ausstellungen

### Einzelausstellungen
- 1972: Deutschhof, Heilbronn.
- 1975: Alfred Hrdlicka - Wie ein Totentanz
Gunther Stilling - Köpfe und Schädel, Kunstverein Heilbronn
- 1976: Galerie der Stadt Waiblingen (mit Axel Arndt und Fritz Genkinger)
- 1977: Badischer Kunstverein, Karlsruhe
- 1977: Galerie Schneider-Sato, Karlsruhe (mit Alfred Kubin)
- 1977: Galerie im Unteren Tor, Bietigheim-Bissingen
- 1977: Galerie Weissenhof, Weinsberg
- 1977: Galerie Brötzinger Art, Pforzheim
- 1979: Galerie der Stadt Schwäbisch Hall
- 1979: Galerie der Stadt Sindelfingen (mit Axel Arndt)
- 1980: Galerie der Kunststiftung Baden-Württemberg, Stuttgart
- 1980: Kunst im Flüchttor, Brackenheim
- 1981: Galerie in der Remise, Schloss Feldkirch, Freiburg
- 1981: Galerie Kreuzweg Neun, Braunschweig-Melverode
- 1982: Galerie Dorn, Stuttgart (mit Axel Arndt)
- 1982: Kunstverein Weil am Rhein (mit Peter Grau)
- 1982: Galerie im Kornhaus, Kirchheim/Teck (mit Roland Dörfler)
- 1983: Galerie an der Universität Kaiserslautern
- 1986: Galerie Blackholm, Güglingen
- 1986: Galerie Dorn, Stuttgart
- 1987: Museum der Stadt Pforzheim, Kunstverein im Reuchlinhaus
- 1987: Galerie Plinthe, Berlin
- 1988: Kunstverein Brackenheim
- 1988: Kunstverein Rottenburg.
- 1988: Galerie Stemme-Adler, Heidelberg
- 1989: Kreissparkasse Heilbronn
- 1989: Galerie Dorn, Stuttgart
- 1990: Künstlergilde Buslat, Schloss Bauschlott
- 1992: Künstlertreff Pfaffenhofen
- 1992: Kreissparkasse Ludwigsburg
- 1992: Galerie Fischinger, Stuttgart
- 1993: Forum Herrentierbach
- 1993: Hauptbahnhof Stuttgart
- 1993: Kunstforum Schorndorf
- 1994: Galerie Dorn, Stuttgart.
- 1994: Städtische Galerie, Bietigheim-Bissingen.
- 1995: Hauptbahnhof Frankfurt/Main.
- 1995: Hohenloher Kunstverein, Langenburg.
- 1996: Kreissparkasse Brackenheim.
- 1997: Galerie Dorn, Stuttgart.
- 1998: Kurpark Bad Liebenzell.
- 1999: Schloß- und Parkanlage der Burg Jagsthausen
- 2000: Golfplatz Friedrichsruhe Öhringen
- 2001: Stadtpark Kaiserslautern
- 2001: One Man Show Bilder vom Menschen
- 2002: Forum IHK Heilbronn
- 2003: Städtische Galerie Lahr
- 2004: Städtisches Museum Neuenstadt am Kocher
- 2004: Kunstverein Neustadt an der Weinstraße, Villa Böhm
- 2005: Städtische Galerie Aalen
- 2006: One Man Show Art-Kunstmesse Karlsruhe
- 2006: Städtisches Museum Leingarten
- 2007: One Man Show Art-Kunstmesse Karlsruhe
- 2007: Kunstverein Sulzfeld
- 2008: Terra incognita, Stadt Neckarsulm
- 2008: Kunst in der Stadt Landau
- 2009: Galleria d’Arte Dietro le Quinte, Catania
- 2009: Valle dei Templi, Museum Agrigent
- 2010: Stilling – Fiesole, Area e Museo Civico Archeologico, Fiesole
- 2023: Gunther Stilling: Werkschau und Grafik im Rathaus Güglingen[6]

### Gruppenausstellungen
- 1973: Künstlerbund Baden-Württemberg, 19. Jahresausstellung, Württembergischer Kunstverein, Stuttgart
- 1974: Künstlerbund Baden-Württemberg, 20. Jahresausstellung, Kunstverein Freiburg, Städtische Galerie Schwarzes Kloster, Freiburg
- 1975: 20 Jahre Gesellschaft der Freunde Junger Kunst, Baden-Baden
- 1975: Künstlerbund Baden-Württemberg, 21. Jahresausstellung, Badischer Kunstverein, Karlsruhe
- 1975: Große Kunstausstellung, Haus der Kunst, München
- 1976: Art in Stuttgart 1976. An exhibition on the occasion of the 200th anniversary of the USA, St. Louis, Mo.
- 1976: Kunstförderung des Landes Baden-Württemberg, Staatliche Kunsthalle Baden-Baden
- 1976: Künstlerbund Baden-Württemberg, 22. Jahresausstellung, Museum der Stadt Ulm
- 1977: Das große Format, Gesellschaft der Freunde Junger Kunst, Baden-Baden
- 1977: Künstlerbund Baden-Württemberg, 23. Jahresausstellung, ???
- 1977: Karlsruher Künstler, Badischer Kunstverein, Karlsruhe.
- 1977: Kunstausstellung Wehr-Öffingen, Evangelische Kirchengemeinde Wehr-Öffingen
- 1996: Hommage à Rudolf Hoflehner, Staatliche Akademie der Bildenden Künste Stuttgart, Württemberger Hypo Stuttgart
- 1978: 90 Jahre Pfarrei St. Laurentius, Bietigheim-Bissingen
- 1980: Bildende Kunst im Staatstheater Stuttgart, Kunststiftung Baden-Württemberg, Stuttgart
- 1980: Landeskunstwochen 1980 in Biberach a. d. R., Biberach an der Riß
- 1981: Kunstförderung in Baden-Württemberg, Stuttgart
- 1983: Deutsche Bildhauer der Gegenwart, Kunstverein Augsburg
- 1983: Deutsche Bildhauer des 20. Jahrhunderts in Sindelfingen, Galerie der Stadt Sindelfingen
- 1984: Kunst und Politische Wirklichkeit, Künstlerbund Rhein-Neckar, Mannheim
- 1984: Menschliche Figur, Kunstverein Brackenheim
- 1985: Künstlerbund Baden-Württemberg, ??. Jahresausstellung, ???
- 1986: Kunst im Rathaus, Stadt Waiblingen
- 1990: Neuf Sculpteurs, Musée de Bernay
- 1991: Künstler aus Bietigheim-Bissingen, Städtische Galerie Bietigheim-Bissingen
- 1991: Kunst und Religion, Kunstverein Eislingen

## Werke in öffentlichen Sammlungen
Hinweis: Sortierung nach Ort. – Zahlen in Klammern: Anzahl der Werke.
- Stadt Bad Friedrichshall
- Stadt Bad Ragaz
- Museum am Checkpoint Charly, Berlin
- Städtische Sammlung Bietigheim-Bissingen (2)
- Städtische Sammlung Brackenheim, Büste Theodor Heuss
- Stadt Erlenbach
- Regierungspräsidium Südbaden
(heute Regierungspräsidium Freiburg)
- Städtische Sammlung Güglingen (3)
- Kreissparkasse Heilbronn.
- Landratsamt Heilbronn.
- Museum der Stadt Heilbronn (4)
- Stadt Heilbronn (2)
- Gemeinde Jagsthausen
- Stadt Kaiserslautern
- Städtische Sammlung Kaiserslautern
- Gemeinde Leingarten (2)
- Stadt Neckarsulm
- Städtische Sammlung Neresheim, Büste Adalbert Seifriz
- Firma Schnizer, Obersulm
- Museo dei Bozzeti, Pietrasanta
- Stadt Schwäbisch Hall
- Sammlung Lütze II, Sindelfingen
- Städtische Galerie Sindelfingen
- Galerie der Stadt Stuttgart
- Kultusministerium Baden-Württemberg, Stuttgart (3)
- Regierungspräsidium Nordwürttemberg
(heute Regierungspräsidium Stuttgart)
- Staatsgalerie Stuttgart (2)
- Stadt Vaduz

## Mitgliedschaften
- Künstlerbund Baden-Württemberg

### Leben und Werk
- Reto Bosch: Stilling-Kunstwerk am Parkhaus des Landratsamts [in Heilbronn]. In: Stimme.de vom 26. Juli 2012, nur online: .
- Stadt Güglingen (Hrsg.): Güglingen. Erneuerung einer Stadt, Güglingen [ca. 1985], Abbildungen: Seite 9, 14.
- Joachim Kinzinger: Ins Licht gerückt. Stilling-Kunstwerk am Landratsamt [in Heilbronn] übergeben. In: Stimmde.de vom 23. November 2012, nur online: .
- Bernhard J. Lattner; Joachim J. Hennze: 800 Jahre Neckarsulmer Architektur. Gesichter einer Stadt, Heilbronn 2012, Seite 27, 37  (PDF; 14,3 MB).
- Gert K. Nagel: Schwäbisches Künstlerlexikon. Vom Barock bis zur Gegenwart, München 1986, Seite 116.
- Stephanie Pfäffle: Eine Hand soll Zeichen setzen. In: Stimme.de vom 26. Oktober 2007 (La Mano), nur online: .
- Heinz Rall: Güglingen - Kunst im Stadtraum, Güglingen 1990, Seite 46–51.
- Juliane Roth: Memento Mori. In: Das Kunstwerk. Zeitschrift für moderne Kunst 33.1980, Heft 1, Seite 15–42, Stilling: 19 (Abbildung: Phalanx).
- Juliane Roth: Absurde Köpfe. In: Das Kunstwerk. Zeitschrift für moderne Kunst 36.1983, Heft 2, Seite 6–46, Stilling: 8, 24 (Abbildung: Schädel).
- Andreas Sommer: Eine Hand als Wegweiser. In: Stimme.de vom 4. April 2007 (La Mano), nur online: .
- Andreas Sommer: Seine Kunst ruht in sich selbst. In: Stimme.de vom 2. Mai 2008 (La Mano), nur online: .
- Andreas Sommer: Stilling-Skulptur für Virginia. In: Stimme.de vom 21. März 2012 (The Handshake), nur online: .
- Uta Thomas (Text); Günter Beck (Fotos): Quellen, Brunnen, Wasserspiele in Pforzheim und im Enzkreis, Pforzheim 1993, Seite ???.
- Günther Wirth: Kunst im deutschen Südwesten. Von 1945 bis zur Gegenwart, Stuttgart 1982, Seite 284–285.

### Kataloge
- Rudolf Bayer; Gunther Stilling: Gunther Stilling, 26.4. - 17.5.1987, Kunst- und Kunstgewerbeverein, Pforzheim e. V., Pforzheim 1987.
- Herbert Eichhorn (Text); Jochen Richter (Fotos); Wolfgang Grünewald (Fotos): Skulptour. Stadt Bietigheim-Bissingen, Bietigheim-Bissingen 2010, Nr. 23–25 .
- Dieter Hannemann (Katalog): Art in Stuttgart 1976. An exhibition on the occasion of the 200th anniversary of the USA, St. Louis, Mo., May 26 - July 11, 1976, [Stuttgart] 1976, 2 Seiten ohne Nummerierung (The Bishop – Bischof).
- Künstlerbund Baden-Württemberg. 19. Jahresausstellung, Stuttgart Württ. Kunstverein, 2. November bis 2. Dezember 1973, Stuttgart 1973, Seite 33, 158.
- Künstlerbund Baden-Württemberg. 20. Jahresausstellung, Kunstverein Freiburg, Städtische Galerie Schwarzes Kloster, 5. Oktober bis 3. November 1974, Stuttgart 1974, Seite 33, 182.
- Künstlerbund Baden-Württemberg e. V. 21. Jahresausstellung, Badischer Kunstverein e. V., Karlsruhe, Waldstraße 3, 26. April bis 8. Juni 1975, Stuttgart 1975, Nr. 214–215.
- Künstlerbund Baden-Württemberg e. V. 22. Jahresausstellung, Museum der Stadt Ulm, Ulm, Neue Straße 92, 3. Oktober bis 21. November 1976, Stuttgart 1976, Nr. 239.
- Künstlerbund Baden-Württemberg e. V. 23. Jahresausstellung, Städtische Galerie Villa Merkel, Esslingen, Pulverwiesen, 23. Oktober bis 4. Dezember 1977, Stuttgart 1976, Nr. 250.
- Künstlerbund Baden-Württemberg e. V. 31. Jahresausstellung, Galerie der Stadt Esslingen, Villa Merkel, 15. September - 27. Oktober 1985, Stuttgart 1985, Nr. 204.
- Andreas Pfeiffer; Dieter Dempfle u. a.: Skulpturenallee Heilbronn, Natur-Figur-Skulptur. Städtische Museen Heilbronn, Deutschhof, 19. Mai - 30. September 1985, Heilbronn 1985, Seite 104–105, 165 (Exempel-Statuiert).
- Gunther Stilling: Gunther Stilling, Ausstellung in der Kunststiftung Baden-Württemberg Stuttgart, 15. 10. - 21.11.1980, Stuttgart 1980.
- Gunther Stilling: Gunther Stilling, Skulpturen. Hauptbahnhof Stuttgart, Ausstellung 7. September - 17. Oktober 1993, Stuttgart 1993.
- Gunther Stilling: Gunther Stilling – Bilder vom Menschen, Villa Böhm, Kunstverein Neustadt an der Weinstraße, 06.05. – 29.08.2004. Neustadt an der Weinstraße 2004. Usch Kiausch (Text); Achim R. Tandler (Fotografie, Bildbearbeitung, Layout und Satz); Renée Boyard (Assistenz); NINO Druck (Herstellung)
- Gunther Stilling: Gunther Stilling, Fiesole 2010. [Ausstellung im Area e Museo Civico Archeologico in Fiesole, 14. März – 30. August 2010], [ohne Ort] 2010.